# Anne Léonard
Anne Léonard, née le 17 septembre 1943, est une auteur-compositeur-interprète française.

## Biographie
Outre la musique, depuis l’âge de 11 ans, sa première passion est la création couture.
Anne Léonard commence sa carrière dans les années 1962 en publiant plusieurs super 45 tours sous le nom d'Annie Jansen. Elle a enregistré quelques singles dans les années 1970 dont Monsieur François, Ma p'tite culotte, Pour un fou, et surtout Mon p'tit Q (1977) qui a connu un certain succès. À cette même époque, elle enregistre un album chez Tréma.
Elle signe chez Philips le single La Grenouille en 1982, qui ne rencontra pas le succès qu’elle escomptait. Ne lui permettant pas de relancer sa carrière, elle l’abandonnera.
Elle vit en banlieue parisienne, près de Fontainebleau, dans une maison qu’elle a fait restaurer avec son ex-compagnon.

## Discographie

### Singles
- 1964 (sous le nom d'Annie Janssen) : Dire qu'elle était mon amie / On oublie / Amoureuse pour la première fois / Encore pardon
- 1964 (sous le nom d'Annie Janssen) : Sports d'hiver / Tu me le paieras / Je n'ai trouvé personne / Mon ami d'enfance
- 1965 (sous le nom d'Annie Janssen) : Désespoir (Je n'plais pas à ma concierge) / Mât de Cocagne / Idoles de toujours / Monsieur Jean du vieux Bourg
- 1973 : On ne se quitte jamais pour toujours / Monsieur François
- 1974 : Charly / Fais-moi rêver
- 1975 : Cinéma / On s'est déjà rencontre quelque part
- 1977 : Mon p'tit Q / Pour un fou
- 1977 : Ma p'tite culotte / James, le clochard céleste
- 1980 : Qu'est-ce qu'il a ce p'tit con à marcher sur mon cœur / J'aimerais tellement qu'toi tu sois moi
- 1982 : La grenouille / La baffe

### Albums
- 1977 : Libre

## Sources externes
- Discographie sur Encyclopédisque

- Ressource relative à la musique :   - Discogs